# Ирачко-ирански рат
Ирачко-ирански рат, познат и као Први рат у Персијском заливу и Први заливски рат, био је оружани сукоб између Ирака и Ирана који је вођен од 22. септембра 1980. до 20. августа 1988. године. Рату је претходио низ територијалних спорова између Ирана и Ирака, мотивисаних ирачком тежњом да заузме нафтом богату покрајину Хузестан (Арабистан) са арапским становништвом и источну обалу ријеке Шат ел Араб, као и спор о лидерству међу земљама у Персијском заливу. Иранско-ирачки рат био посљедњи велики сукоб у оквиру Хладног рата и један од најдужих оружаних сукоба 20. вијека.
У Ирану се 1979. године одвила Исламска револуција под водством ајатолаха Рухолаха Хомеинија, Страхујући од ширења револуције и на Ирак, гдје је већина становништва, као и Ирану, била шиитски муслимани, ирачки предсједник Садам Хусеин отпочео је припреме за рат. У то вријеме Ирак је имао подршку САД, СССР и већине арапских држава, док се Иран налазио у међународној изолацији.
Без објаве рата, Ирак је 22. септембра 1980. године напао Иран. Ирачка војска није успјела остварити значајне успијехе и до јуна 1982. била је протјерана са свих иранских територија које је претходно заузела. Усљедјела иранска инвазија на Ирак није била успјешна. Од 1982. до 1988. рат је имао углавном позициони карактер. Године 1988. Ирак је током низа операција Тавакална ала Алах ослободио територије које је окупирао Иран и успјешни развио офанзиву дубоко у територију Ирана. Под пријетњом војне катастрофе, Хомеини је исте године пристао на примирје које је предложио Ирак, чиме је окончан сукоб.
Током рата, обје стране су користиле хемијско оружје, у рату су учествовала дјеца-војници, а Иран је практиковао тактику „живих таласа”. Током „рата градова” Иран и Ирак су вршили ракетне нападе, што је изазвало више од 20 хиљада цивилних жртава. Ирачко-ирански рат изазвао је значајну економску штету објема државама и одредио је свјетски поредак на Блиском истоку.

## Назив сукоба
У Ирану за сукоб се користе називи „наметнути рат” (перс. جنگ تحمیلی‎) или „света одбрана” (перс. دفاع مقدس‎). У Ираку се користи назив „Садамова Кадисија” (арап. قادسية صدام) према бици код Кадисије против Сасанида током арапског освајања Персије.

## Узроци рата

### Иранско-Ирачки односи
Још од Османско-персијских ратова у 16-ом и 17. веку , Иран (до 1935. године — Персија) и Османлије су се борили за контролу над Ираком (тадашња Месопотамија) првенствено због контроле над воденим путевима Шат ел Араба који су били витални за поморске трговачке руте и излаз на Персијски залив. Коначно, границе између две земље су утврђене примирјем из 1639. године и остале су непромењене све до 20. века. Са открићем нафте почетком 20. века, овај поморски пут добија на значају како за Иран тако и за Ирак, пошто је Шат ел Араб био главна рута извоза нафте из обе заливске земље. Да би се спречили потенцијални сукоби, Иран и Ирак потписали су 1937. године споразум којим су границе поново јасно дефинисане, а исте године су обе државе постале потписнице Садабадског уговора, који је у суштини био пакт о ненападању између Турске, Ирака, Ирана и Авганистана, чиме су односи две земље додатно ојачани.
Уговор из 1937. године дефинисао је границу између Ирака и Ирана дуж тока реке где је најнижи ниво исте у току суше (на источној страни Шат ел Араба) са изузетком градова Абадан и Корамшар где је граница ишла дуж тзв. телвега, области најниже елевације коју Шат ел Араб достиже у свом току. Овакав уговор је де факто дао Ираку контролу над највећим делом воденог тока, и Ирански бродови су морали да плаћају пловну таксу за коришћење истог.
1955. године обе нације су потписале Багдадски пакт, међутим државни удар у Ираку 1958. године довео је на власт националистичку владу која је, додуше на кратак период, иступила из пакта. Ирачки лидер генерал Абд Ал-Карим Касим изјавио је 18. децембра 1959. године : „Ми не желимо да се осврћемо на историју арапских племена у Ал-Ахуазу и Мохамареху (арапски називи за иранску провинцију Хузестан и град Корамшар). Османлије су доделиле Мохамарех, који је био део Ирачке територије, Ирану." Ирачко незадовољство због чињенице да Иран контролише нафтом богату провинцију Хузестан (коју су Ирачани још и називали Арабистан што на персијском угрубо значи „Арапска земља"), као и због чињенице да ту провинцију настањује углавном становништво које говори арапским језиком, није било само реторичко. Ирак је поступно почео да подржава сецесионистички покрет у Хузестану, и у исто време је лобирао за свој циљ на међународном плану. На низу састанака Арапске лиге Ирачани су покушавали да нагласе проблеме својих територијалних претензија ка Хузестану, додуше без неког великог успеха.
Ирак је показивао све веће незадовољство и све мање жеље за испуњавањем потписаних уговора и пактова са Ираном, поготову након доласка на власт социјалистичке Ба'ат партије 1968. године (која је дошла на власт државним ударом), и након смрти египатског председника Гамала Абдела Насера 1970. године, који је важио за највећег арапског лидера, услед чега је Ирак, сада већ под потпуном контролом Садама Хусеина, постао самопрокламован „лидер арапског света", пренаглашавајући проблем својих односа са Ираном око Шат ел Араба, као проблем „целог арапског света".
У исто време средином 1960—их година, ирански шах Реза Пахлави је покренуо велике реформе иранске војске. Захваљујући огромним средствима добијеним од нафтне индустрије, али и добрим политичким везама са западом, пре свега САД и УК Пахлави је могао да у врло кратком року уложи рекордне суме новца, и иранску војску наоружа огромним количинама врло савременог наоружања. Овакво бесомучно трошење новца на војску и наоружавање изазвало је још веће тензије, и Иран, сада као локална војна сила, почео је да гледа на своје односе са Ираком са другачијег нивоа.
У априлу 1969. године Иран је прогласио уговор из 1937. застарелим и прекинуо је са плаћањем таксе Ираку за коришћење водених путева. Шах је навео као главне аргументе да готово увек речна граница иде уз талвег, као и да већину пловила која саобраћају дуж Шат ел Араба чине ирански танкери, те је сходно томе уговор из 1937. неправедан према Ирану. Ирак је запретио ратом у случају да ирански бродови покушају да користе пловне путеве без плаћања таксе, али кад је 24. априла 1969. први ирански брод слободно запловио Шат ел Арабом уз пратњу бродова Иранске Ратне Морнарице, Ирак — као војно неупоредиво слабија земља од Ирана- није урадио ништа.
Иранско наоружавање и одбацивање уговора из 1937. означило је почетак акутних тензија између две земље; исте 1969. године Садам Хусеин изјавио је : „Ирачки сукоб са Ираном везан је за Хузестан, који је Ирачко тло, а који је анексиран од стране Ирана за време стране владавине."
Убрзо после тога ирачке радио и ТВ станице почеле су са емитовањем програма на територији „Арабистана" у коме су отворено позивали арапско па чак и белуџко становништво Хузестана на побуну против шахове владавине. Телевизијске станице из Басре почеле су да приказују ирански Хузестан као део ирачке територије и део нове провинције под именом „Насирија" (ناصرية), а за иранске градове су кориштена искључиво арапска имена.
1971. године односи између Ирака и Ирана су прекинути након што је Иран анексирао острва Абу Муса, Већи и Мањи Тунб након повлањеча Британаца са њих. Ова острва, која се налазе унутар Персијског залива и чувају Ормуски пролаз, виталан за поморски саобраћај из и у залив, нису била насељена и сем стратешке, нису имала никакву другу вредност. Користећи војну надмоћ, Иран је сва три острва прогласио својом територијом, и одмах распоредио војне снаге на њих; иако је новооснована држава УАЕ такође прогласила ова три острва својом територијом, иранска војна надмоћ зауставила је сваку потенцијалну акцију УАЕ и Ирака у правцу ослобађања ових територија од иранског присуства. Као освету због претензија на Хузестан и његовог присвајања, те подршке УАЕ, Иран је започео активно да подржава Курдске националисте у њиховој борби против ирачке власти. Иранци су наоружавали и обучавали Курде дајући им чак на коришћење базе и болнице на иранској територији. Овакво стање резултирало је великим тензијама које су марта 1974. године ескалирале у низ пограничних сукоба између ирачке и иранске војске који су потрајали целу годину до марта 1975, када је Ирак покренуо офанзиву у току које је први пут отворено прешао на територију Ирана. Без обзира на употребу тенкова, и чињеницу да су Ирачани напали на више места дуж границе са Ираном, убрзо су одбијени од стране много веће и модерније иранске војске, која је у том тренутку била пета по величини војска света. Поготову се истакла улога модерног и великог иранског ратног ваздухопловства које је било сачињено од тада најмодернијих америчких ловаца F-4 фантом и F-5 Тајгер. 
Ирачко руководство је, схвативши да не може да се носи са иранском војном снагом, затражило примирје које је потписано у Алжиру 6. марта 1975. године. У току периода од 13. јуна до 26. децембра исте године постигнут је низ билатералних споразума којима је остварено примирје између две земље. Алжирским споразумом договорено је да Ирак уступи Ирану Шат ел Араб дуж целог телвега, у замену за нормализацију односа и прекид иранске помоћи курдским побуњеницима. Алжирски споразум је доживљен од стране ирачке јавности као понижење; међутим споразум је значио тренутни прекид иранске и америчке помоћи курдским борцима, што је омогућило брзу победу ирачких снага у кампањи за коју се тврди да је однела животе преко 20 000 Курда.
Односи између две земље накратко су се поправили у току 1978. године када су ирански агенти у Ираку открили да се спрема државни удар финансиран од стране Совјетског Савеза са намером да се са власти збаци Садам Хусеин. Иранци су ове информације проследили Хусеину који је у знак одмазде погубио велики број генерала и чланова владе који су били део завере. У знак захвалности према Ирану, Хусеин је протерао из Ирака ајатолаха Рухолаха Хомеиниа, шиитског религијског вођу који је био главни заговорник борбе против шаха и увођења исламске републике, а који је живео у азилу у Ираку од протеривања из Ирана 1964. године. Упркос свему овоме, Садам Хусеин и ирачка елита сматрали су Алжирски споразум као тренутно примирје, никако као коначно решење ирачко-иранског спора, и поучени негативним искуством из пограничног конфликта 1975. године, почели су обимне реформе и наоружавање војске, чекајући одговарајућу прилику да разреше питање Шат ел Араба.

### Односи након Исламске Револуције
Упркос тензијама између две земље и ирачким претензијама на Шат ел Араб и Хузестан, ирачка влада је испрва поздравила Исламску Револуцију у Ирану. Свргавање шаха са власти је између осталог, био један од циљева ирачке власти, па су Ирачани поздравили револуцију и њен анти-ројалистички став. Међутим, готово одмах по повратку у Иран, фебруара 1979. године ајатолах Хомеини је позвао ирачки народ на исламску револуцију. Власти у Техерану и Багдаду биле су, и без већ компликованих односа две земље, директно супротстављене у смислу политичке идеологије — и док је Садамова Ба'ат партија била социјалистичка, са изразито секуларним карактером, новооснована Исламска Република је била теократска, и религија је одређивала сваки аспекат политике — укључујући и спољашње односе. Сходно томе, убрзан пораст тензија је био готово неизбежан. Упркос свему наведеном, Садам Хусеин је у јавном говору 17. јула 1979. године поздравио иранску револуцију и позвао на иранско-ирачко пријатељство засновано на политици немешања у унутрашња питања. Тек када је и након ове изјаве, ајатолах Хомеини наставио да позива народ Ирака, а поготову шиите, на свргавање Ба'ат партије са власти, нова иранска влада је схваћена у Багдаду као директна претња.
Садамов примарни циљ је био оно што су Ирачани називали „исправљање неправде Алжирског споразума", односно враћање комплетног Шат ел Араба под ирачку контролу и окупација нафтом богате иранске пограничне покрајине Хузестан. Садамов дугогодишњи циљ је био да Ирак замени Египат на месту лидера арапског света, али и да оствари потпуну контролу над Персијским заливом што би Ирак учинило регионалном економском суперсилом.
Понижење Алжирског споразума из 1975. године је био један од главних мотивационих фактора за ирачко руководство; у период након војног и политичког пораза од Ирана Садам Хусеин је започео реформу војске; користећи новац од нафте, увећао је за 5 година ирачку војну моћ двоструко. Процењује се да је у години пре почетка рата (1979-1980) Ирак зарадио од нафте око 33 милијарде $. Већина тог новца је потрошена на војне али и цивилне инфраструктурне пројекте; у периоду пре самих ратних операција из Совјетског Савеза и Француске су испоручене Ираку огромне количине разноврсног наоружања. Ирачко руководство је између осталог посматрало из прве руке како се некада моћна иранска армија која их је поразила у конфликту 1974-75. распада под притиском санкција и револуционарних чистки; и у томе су видели прилику да материјализују своје аспирације ка територијалном ширењу.
Међу многим факторима била је и чињеница да је популација иранског Хузестана махом сачињена од етничких Арапа, те је Садам могао у случају инвазије да се представи као „арапски ослободилац" који је дошао да ослободи своје сународнике од „иранске опресије". Многе заливске земље, пре свега Саудијска Арабија, Кувајт и УАЕ које су гајиле нескривено непријатељство према социјалистичком Ираку, подржавале су Садама у идеји о нападу на Иран; првенствено се плашећи ширења Исламске Револуције унутар својих граница, али и у жељи да се оконча вишедеценијски утицај Ирана као најмоћније државе персијског залива. Многи утицајни Иранци који су се нашли у егзилу у Ираку након Исламске револуције, наговарали су Садама на инвазију, уверавајући га да ће хаос у коме се Иран нашао након свргавања шаха довести до брзог пада младе Исламске Републике.

## Стање пре почетка рата

### Ирачке припреме за рат
Пораз у пограничном сукобу са Ираном 1975. године оставио је јак утисак на ирачке власти. Иранска војна моћ, која је остварена новцем од нафте била је драстично већа од ирачке. У периоду од 1965. до 1975. године иранска војска је опремљена најсавременијим наоружањем махом америчке производње. Највећи утисак је на Ирачане међутим оставило иранско ратно ваздухопловство. Ирански авиони однели су суштинску победу над ирачком војском у току марта 1975. године, а ирачко ратно ваздухопловство, наоружано старијим авионима британске и совјетске производње, додатно ослабљено политичким чисткама (које су у периоду од 1973. до 1978. однеле животе бар 60 официра ирачког ратног ваздухопловства а неколико стотина је ухапшено и протерано из земље) није могло да уради апсолутно ништа што би онемогућило тоталну иранску доминацију над небом. Неповерење које је ирачки режим традиционално гајио према ваздухопловству било су велика препрека за развој истог. Тек 1971. године потписан је економско-војни споразум назван ,,20 година пријатељства" са Совјетским Савезом који је обухватао велику модернизацију војних снага. Први модерни совјетски авиони који су стигли у Ирак били су авиони МиГ-21М и МФ у јесен 1973. године а наручени су и авиони Су-20 као замена за старије авионе Су-7БМК који су чинили кичму ловачко бомбардерске авијације Ирака . Испоруке су међутим текле споро — неповерење у кадрове ратног ваздухопловства и страх од потенцијалне револуције, као и бесомучне чистке официрског кадра допринеле су свеопштој незаинтересованости за овај род војске од стране власти. Тек након 1975. године и понижавајућег пораза од Ирана, озбиљно се приступило модернизацији свих родова војске а посебно ратног ваздухопловства. Тако је 1975. године наручено 12 авиона Ту-22Б и 2 авиона Ту-22У. Управо у том периоду након 1975. године Ирачани су показали вољу да набаве веће количине модерног наоружања, па су наручени авиони МиГ-21бис, МиГ-23МС и МФ и ловци-бомбардери Су-22. Са друге стране, Совјетски Савез није био сигуран у режим у Багдаду и гледао га је са великим подозрењем, па је савремена техника а посебно ваздухопловна, испоручивана са великим оклевањем. Ово је натерало Ирачане да потраже алтернативу совјетском наоружању и тако је постигнут договор са Француском о куповини вишенаменских авиона Мираж Ф1 крајем 1977. године. Између осталог 1976. године испоручени су први авиони МиГ-23 и први авиони Су-20 а следеће године и авиони МиГ-21бис и МиГ-21УМ.
Пред сам рат, Совјети су, узнемирени претњом Исламске револуције испоручили Ираку тада врло модерне авионе МиГ-25 средином 1979. године и ловце-бомбардере МиГ-23БН. До почетка рата у јесен 1980. године, ирачко ратно ваздухопловство имало је око 350 млазних авиона и то 14 бомбардера Ту-22М и Ту-22У; око 50 авиона МиГ-23МС, МФ и УБ, око 120 авиона МиГ-21ПФМ, М, МФ, бис, У и УМ, око 90 авиона Су-17 и Су-22, око 40 авиона МиГ-25ПД и РБ те око 30 авиона Мираж Ф1. Ово је довело ирачко ваздухопловство у позицију да по први пут у својој историји може да се мери са ваздухопловством свог већег суседа.
Са друге стране оклопне снаге Ирака су увек биле веће или у најмању руку изједначене са иранским оклопним снагама. Тако је рецимо, у периоду до почетка сукоба са Ираном 1975. године Ирак већ имао преко 600 тенкова Т-55, да би почетком исте 1975. из СССР стигло првих 100 тенкова Т-62. Након Алжирског споразума кренуло је драстично наоружавање од стране Багдада; до почетка рата испоручено је још 600 тенкова Т-62 а пред сам почетак рата око 100 тенкова Т-72. До самог рата, ирачке оклопне снаге бројале су око 2000 тенкова и око 1000 оклопних возила — скоро двоструко више него што је на располагању имао Иран.
Ирачани су наменили тенковима главну улогу у својој ратној доктрини; између осталог готово цео Ирак (као и иранска покрајина Хузестан) је пустињска зараван сем североисточног дела уз границу са Ираном, па је тле погодно за тенковско ратовање; њихове обавештајне припреме за рат биле су јако детаљне и били су упознати са тренутним стањем у иранској војсци; знали су да је целокупна област Шат ел Араба врло једноставна за форсирање па су од Совјетског Савеза набавили одговарајућу опрему за прелазак река. Такође ирачки обавештајци су знали да је због Исламске револуције иранска војска у расулу и да је погранични град Корамшар, који су пре револуције чувале две целе дивизије у месецима пре рата био брањен са свега пар батаљона лоше опремљене иранске војске. У целом рејону Шат ел Араба налазило се свега пар иранских тенковских јединица величине чете. Због тога је изненадни тенковски продор у ирански Хузестан праћен пешадијом изабран као главна тактика ирачког напада у месецима пре рата.

## Почетак рата
У септембру 1980. године Ирак је, одговарајући на низ окршаја у граничном подручју, извршио инвазију на нафтом богату иранску покрајину Хузестан.
До краја тог месеца Ирак је прекршио споразум из 1975. и преузео контролу над целим подручјем делте Шат ел Араб. Обе земље су почеле с нападима из ваздуха.
Иранска револуција је јануара 1979. године с власти свргла шаха Резу Пахлавија, ког је подржавао Запад, и устоличила радикални шиитски исламски режим ајатолаха Хомеинија.
Ајатолах је желео да прошири своју идеологију и на друге земље Блиског истока, укључујући и Ирак, где је владајућа сунитска елита дуже време обуздавала непокорну шиитску већину. Талас подршке за ајатолаха Хомеинија проширио се међу ирачким шиитима, узрокујући отпор властима, па чак и покушај атентата на потпредседника владе Тарика Азиза.
Мишљења о узроцима ирачке инвазије на Иран се разликују. Неки држе да је разлог био устанак Шиита, други да је циљ био одбрана Блиског истока од ширења Хомеинијеве идеологије, док трећи наводе Садамову жељу за влашћу.

## Израелски ваздушни напад
Упркос антиционизму исламског режима ајатолаха Хомеинија, Израел је подржао Иран. 
Током 1970-их Ирак је покушао да наговори Француску да му прода нуклеарни реактор сличан оним који су коришћени у француском програму за развој оружја. Француска је то одбила, али је пристала да прода делове и помогне у изградњи експерименталног реактора Осирак у нуклеарном центру Тувајта недалеко од Багдада.
Израел је утврдио да Ирак развија нуклеарно оружје. Страхујући да би Ирак у будућности могао да нападне Израел, премијер Менахем Бегин је послао неколико ратних авиона типа , који су за само неколико секунди реактор претворили у рушевине. Израелска војска је тада саопштила да је нападом „нуклеарни дух Багдада враћен назад у боцу“.
Израелски напад је дочекан с осудом, чак и од стране Сједињених Држава, традиционалног израелског савезника.

## Хемијско оружје
Зна се да је Ирак од 1983. користио бојни отров иперит, а од 1985. и нервни бојни отров табун против иранске пешадије и слабо обучених добровољаца. Табун их је убијао у врло кратком времену.
Године 1988. Ирак је хемијско оружје употребио против Курда на северу земље (операција Анфал). Неке курдске герилске јединице придружиле су се иранској офанзиви. Дана 16. марта 1988. Ирак је на курдски град Халабџу бацио бомбе пуњене бојним отровима иперит, сарин и табун. Процењује се се да је погинуло од 3.200 до 5.000 цивила, док су многи преживели били суочени с дуготрајним здравственим проблемима.
Хемијско оружје је коришћено и током ирачке офанзиве под називом Анфал, седмомесечне офанзиве у којој је коришћена тактика спаљене земље и у којој је убијено или нестало између 50.000 и 100.000 Курда. Тада је уништено и на стотине села.
Савет безбедности Организације уједињених нација донео је резолуцију којом је осуђено коришћење хемијског оружја. Но, Сједињене Државе и друге владе западног света у завршним фазама рата почеле су да пружају војну и политичку подршку Багдаду.

## Подршка Запада
Запад је страховао од ширења радикалног исламизма који је пропагирао ајатолах Хомеини, па је хтео да спречи победу Ирана. Године 1982. Сједињене Државе су уклониле Ирак с пописа држава које подржавају тероризам. Две године након тога успостављени су дипломатски односи, који су били прекинути још од Арапско-израелског рата (1967). Главни ирачки достављач оружја био је његов дугогодишњи савезник, СССР.
Неколико западних држава, укључујући Уједињено Краљевство, Француску и Сједињене Државе, потајно је продавало оружје и војну опрему Ираку, а Американци су са Садамовим режимом сарађивали и на обавештајном плану. Скандал „Ирангејт“, којим је откривено да су Сједињене Државе тајно продавале оружје Ирану, покушавајући испословати ослобађање америчких талаца из заробљеништва у Либану, изазвао је несугласице између Вашингтона и Багдада.
У завршним фазама рата Иран и Ирак су своје војне снаге усмерили на нападе на нафтне танкере у Персијском заливу покушавајући тако да онемогуће једно друго да остваре приход од извоза нафте.
Амерички, британски и француски ратни бродови били су упућени у Залив, где је неколико кувајтских танкера пловило под америчком заставом и војном пратњом како би се спречило да их нападне Иран.
Током „танкерског рата“ амерички ратни бродови су 1988. године уништили више иранских нафтних платформи и чак оборили ирански путнички авион с 290 цивила. Власти у Вашингтону су тврдиле да се то десило „грешком“.

## Мир и дуг
Прекид ватре ступио је на снагу месец дана касније, 20. августа, а у то подручје су упућене мировне снаге Организације уједињених нација.
Рат није битније променио границу између две државе, али цена осмогодишњег ратовања у људским жртвама и последицама по привреду је била огромна и за Ирак и за Иран. Процењује се да је погинуло 400.000 до милион људи, а да их је рањено чак 750.000. Тела погинулих су откривана све донедавно.
Економска цена рата је, према некима, за сваку земљу износила више од 400 милијарди долара. У тај износ су укључени трошкови разарања и процена о изгубљеном приходу због отежане производње и извоза нафте.